# نمایشگاه صنعتی فرانسه در سال ۱۸۳۴
نمایشگاه صنعتی فرانسه در سال ۱۸۳۴ (فرانسوی: Exposition des produits de l'industrie française en 1834‎) نقطه اوج سنتی بود که پس از انقلاب ۱۷۸۹ در این کشور شکل گرفت. این نمایشگاه‌های ملی که اولین آن‌ها در سال ۱۷۹۸ برگزار شد، نقشی حیاتی در به نمایش گذاشتن توان صنعتی فرانسه، ترویج نوآوری و تقویت رقابت داخلی و وجهه بین‌المللی داشتند. این نمایشگاه‌ها با جشن گرفتن دستاوردهای تولیدی، فنی و هنری فرانسه، سهم قابل توجهی در توسعه اقتصادی و هویت ملی این کشور در طول قرن نوزدهم داشتند.
نمایشگاه صنعتی فرانسه در سال ۱۸۳۴ به عنوان یک نقطه عطف کلیدی در صنعتی شدن قرن نوزدهم فرانسه به‌شمار می‌رود.

## پیشینه
به دنبال دهه‌ها بی‌ثباتی سیاسی در پی انقلاب و جنگ‌های ناپلئونی، نمایشگاه ۱۸۳۴ اهمیت ویژه‌ای پیدا کرد. سلطنت ژوئیه که در سال ۱۸۳۰ تأسیس شد، با تأکید بر قدرت اقتصادی و صنعتی فرانسه، به دنبال تقویت مشروعیت خود بود. این نمایشگاه که در میدان معتبر کنکورد در پاریس برگزار شد، مکان مناسبی برای انتقال پیام پیشرفت و وحدت ملی بود.
این رویداد جشنی بزرگ با حضور بیش از ۲۴۰۰ نمایشگاه‌دار از سراسر فرانسه بود که همگی مشتاق بودند بهترین محصولات و اختراعات خود را به نمایش بگذارند. نمایشگاه به گروه‌های وسیعی از دسته‌بندی‌ها تقسیم می‌شد که نشان‌دهندهٔ طیف متنوع صنعت فرانسه بود. انواع ماشین‌آلات – از موتور و ابزار کشاورزی تا ابزارهای دقیق – جایگاه برجسته‌ای داشتند و بخش نوپای مکانیکی فرانسه را برجسته می‌کردند. منسوجات، که سنگ بنای سنتی صنعت فرانسه بودند، به‌طور کامل به نمایش گذاشته شدند. پارچه‌های ابریشمی، پشمی و پنبه‌ای علاوه بر نوآوری‌های فناورانه، پویایی ماندگار این صنعت را نشان می‌دادند. علاوه بر این، مبلمان، سرامیک، ظروف شیشه‌ای، جواهرات و بی‌شمار اشیاء دیگر از صنعتگری، گواهی بر تداوم برتری صنعتگری فرانسوی بود.

## نوآوری و رقابت
نمایشگاه ۱۸۳۴ صرفاً نمایشگاهی ثابت از کالا نبود. این نمایشگاه با روحیهٔ رقابت و پیشرفت همراه بود. هیئتی از داوران متخصص، نمایشگاه‌ها را ارزیابی کردند و به بهترین‌ها در بخش‌های مختلف جوایزی اهدا کردند. این امر تولیدکنندگان و مخترعان را ترغیب می‌کرد تا مرزهای حوزه‌های کاری خود را گسترش دهند؛ بنابراین، نمایشگاه به عاملی برای نوآوری تبدیل شد و منجر به بهبود طراحی محصولات، فرآیندهای تولید و کیفیت کلی کالاهای فرانسوی شد.
علاوه بر این، نمایش دادن تولیدکنندگان فرانسوی به رقبای داخلی، حس رقابت را در آن‌ها تقویت کرد و انگیزه‌شان را برای دستیابی به جایگاه‌های بالاتر افزایش داد. نمایشگاه علاوه بر رقابت داخلی، بعد بین‌المللی نیز داشت. این رویداد، در حالی که عمدتاً جشنواره‌ای برای صنعت فرانسه بود، به روی تعدادی از نمایشگاه‌داران خارجی نیز باز شد. این امر به تولیدکنندگان فرانسوی اجازه داد تا پیشرفت خود را نسبت به همتایان اروپایی‌شان، به‌ویژه رقیب اصلی‌شان، بریتانیا – که در آن زمان کشور پیشرو در صنعت جهان بود – بسنجند.

## تأثیر اقتصادی و اجتماعی
تأثیر نمایشگاه صنعتی فرانسه در سال ۱۸۳۴ فراتر از اثرات مستقیم بود. این نمایشگاه به دوره‌ای طولانی از رشد اقتصادی برای فرانسه کمک کرد. این نمایشگاه با گرد هم آوردن تولیدکنندگان، بازرگانان، سرمایه‌گذاران و مصرف‌کنندگان، زمینه‌ای برای برقراری ارتباط تجاری و افزایش تقاضا برای محصولات فرانسوی فراهم کرد. تبلیغات مثبت ایجادشده، هم در داخل و هم در خارج از کشور، بدون شک تأثیر مفیدی بر تجارت فرانسه و شهرت آن به عنوان مرکز برتری تولید داشت.
مزایای این نمایشگاه به کل جامعه فرانسه تعمیم داده شد. با تجلیل از پیشرفت‌های فناورانه و محصولات نوآورانه، این نمایشگاه حس غرور به دستاوردهای ملی و خوش‌بینی مشترک در مورد پتانسیل آینده صنعت فرانسه را القا کرد. علاوه بر این، نمایشگاه جمعیت زیادی را به خود جلب کرد که مشتاق بودند شاهد نمایشگاه شگفتی‌های صنعتی باشند و این امر به افزایش اشتیاق عمومی و آگاهی از تحولاتی که در اقتصاد فرانسه در حال انجام بود، کمک کرد.